# Afro Basaldella
Afro Libio Basaldella (Udine, 4 marzo 1912 – Zurigo, 24 luglio 1976) è stato un pittore italiano, considerato tra i più importanti artisti del secondo dopoguerra.

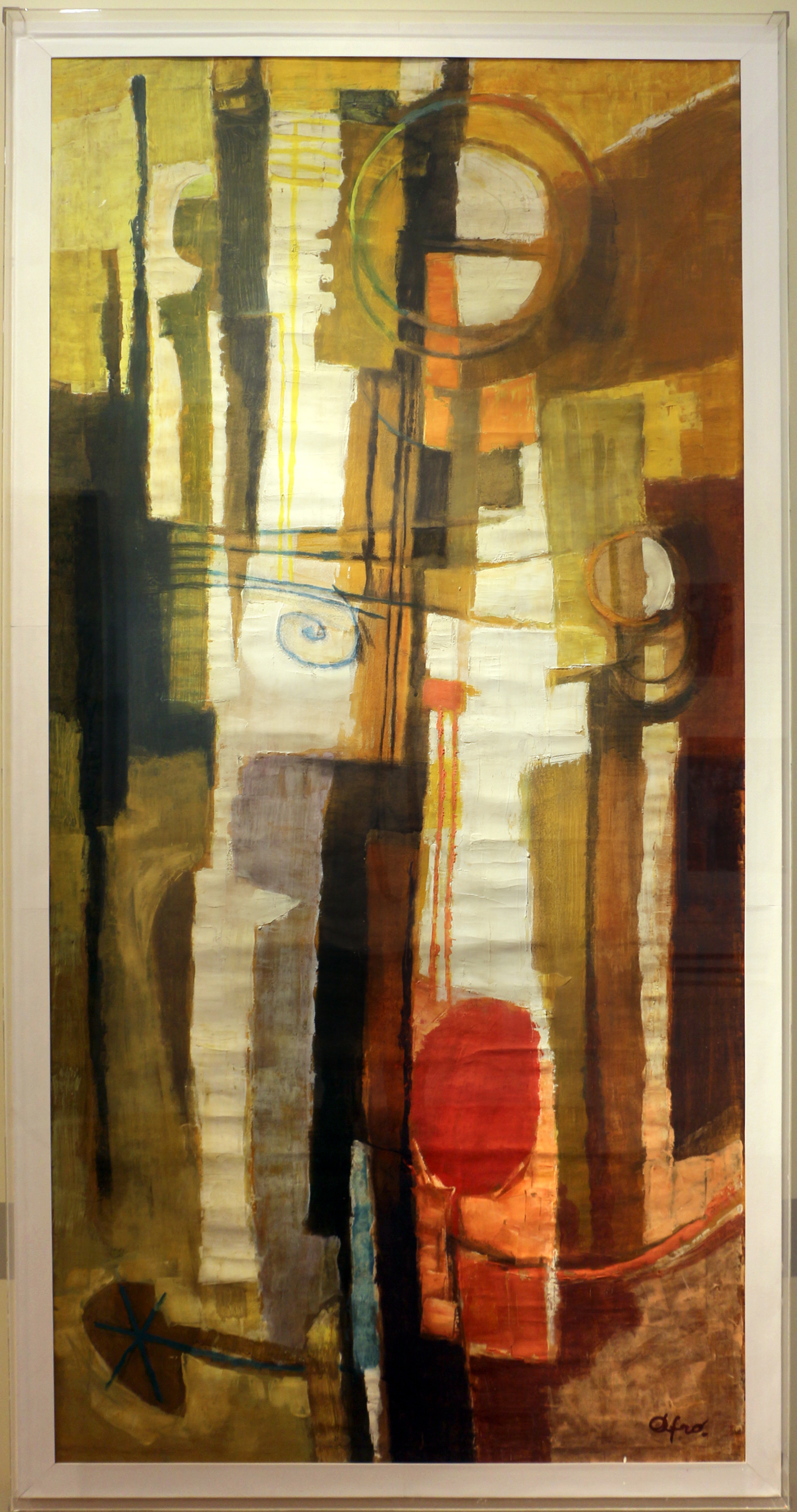
Afro, bozzetto (1955)
Collezione Mosaici Moderni
Museo d'arte della città di Ravenna

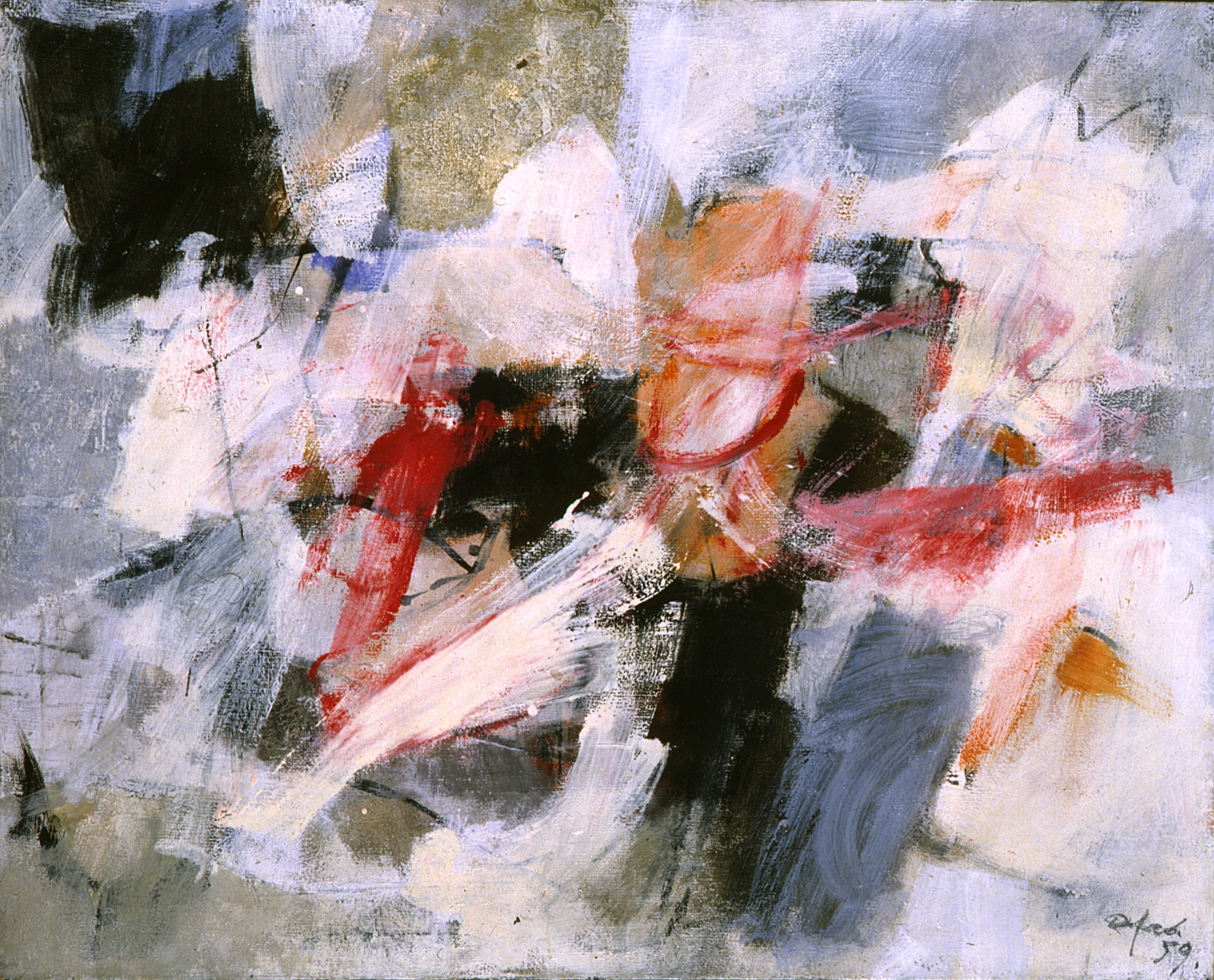
No Name, 1959 mixed on canvas, Gallerie d'Italia - Intesa San Paolo

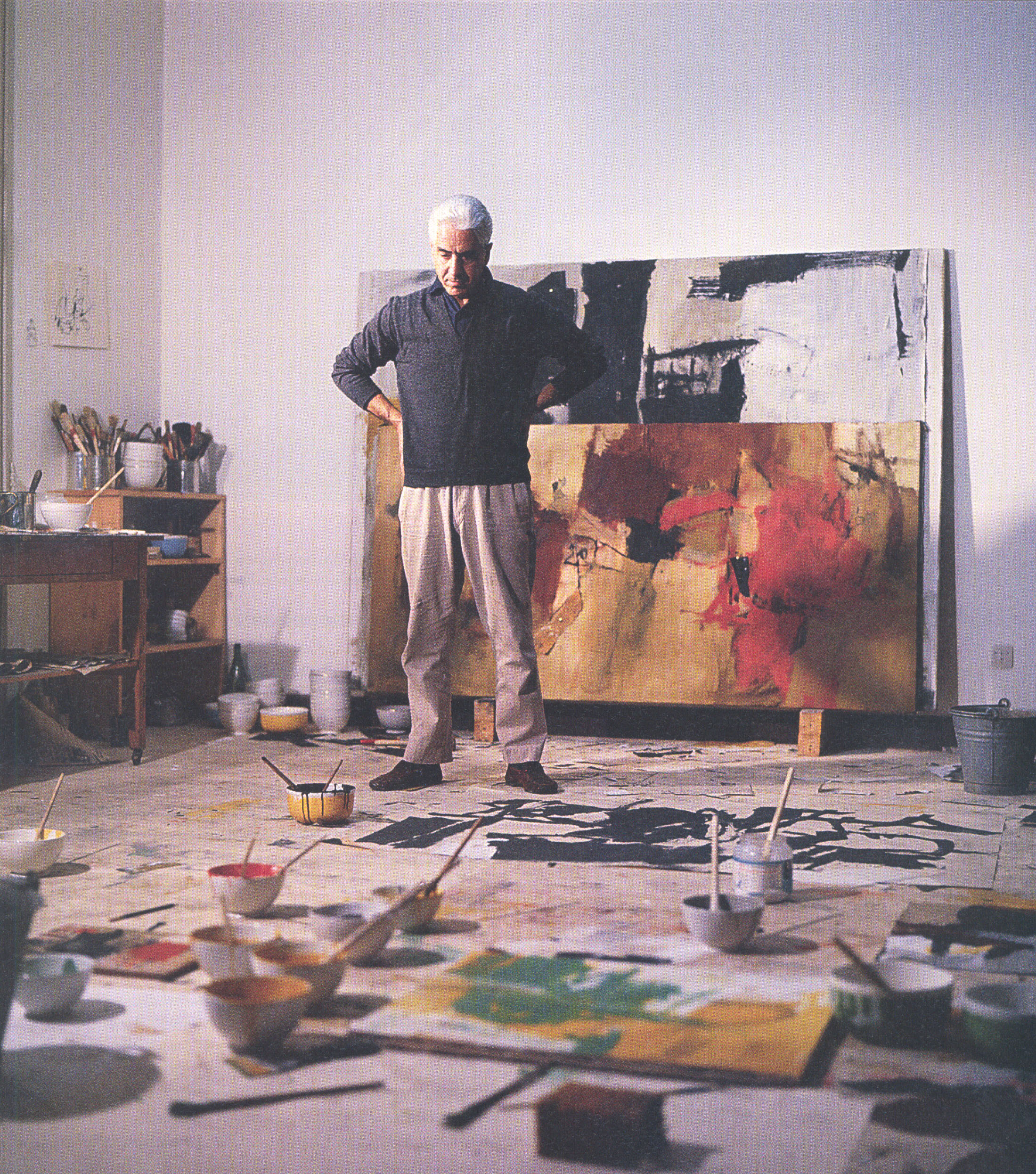
Afro in His Studio - sixties

Tra i principali esponenti dell'Arte informale italiano, appartenne, negli anni trenta, anche alla Scuola romana.

## Biografia

### Gli anni della formazione
Nato in una famiglia dedita alle arti, padre pittore, zii orafi e scultori, iniziò coi fratelli il percorso artistico.
Dopo la morte del padre, pittore e decoratore, Basaldella compì i suoi primi studi a Firenze e a Venezia, dove si diplomò in pittura nel 1931.
Nel 1928, alla sola età di 16 anni, con i fratelli Mirko e Dino espose alla I Mostra della scuola friulana d'avanguardia (Udine), e l'anno seguente alla XX Esposizione dell'Opera Bevilacqua La Masa (Venezia). Sempre nel 1929, grazie ad una borsa di studio della Fondazione Marangoni di Udine, impegnata a promuovere e sostenere giovani artisti locali, si recò a Roma dove incontrò Scipione, Mario Mafai e Corrado Cagli.
Nel 1932 Basaldella trascorse un periodo a Milano, frequentando il fratello Mirko e lo studio di Arturo Martini. L'anno seguente espose a Milano alla Galleria il Milione.

### La maturazione
Nel capoluogo lombardo Afro ebbe la possibilità di conoscere altri artisti italiani dell'epoca, come Birolli, Ennio Morlotti e lo stesso Arturo Martini. Nel 1935 partecipò alla Quadriennale di Roma. Inoltre, in più occasioni espose le sue opere alla Biennale di Venezia. Le sue prime mostre personali sono datate 1936 e 1937, e si tennero alla Galleria Cometa di Roma.
Nel primo dopoguerra, la pittura di Afro fu definita "neocubista". Nel 1950, grazie alla presentazione dell'amico Corrado Cagli, Afro si recò a New York, dove iniziò una collaborazione ventennale con la Catherine Viviano Gallery. Il diverso clima culturale, e la varietà della scena artistica americana, influenzarono profondamente Afro, e la sua opera si sviluppò di conseguenza verso l'astrazione. Sempre nel periodo 1949-1950, realizzò, insieme ad un autoritratto, Tenaglia e camera oscura per l'importante collezione Verzocchi di Forlì, oggi alla Pinacoteca civica di Forlì.
Fu tra gli artisti che esposero nella mostra "The New Decade: 22 European Painters and Sculptors", presentata in varie città degli Stati Uniti. I suoi lavori furono inclusi nella Documenta I, a Kassel (Germania). A metà degli anni cinquanta, l'arte di Afro era conosciuta internazionalmente, e la sua autorevolezza fu decretata anche in Italia, quando nel 1955 entra a far parte della commissione per gli inviti della VII Quadriennale di Roma e l'anno successivo, nel 1956, ottiene il premio per il migliore artista italiano alla Biennale di Venezia; sempre nello stesso periodo aderisce al Gruppo degli otto, raccolto attorno al critico e storico dell'arte Lionello Venturi. In questi anni si consolida una sincera amicizia e stima con Alberto Burri.
Nel 1957 Afro insegnò al Mills College di Oakland. Nel 1958 ottenne la commissione per dipingere il murale per la sede dell'UNESCO a Parigi. Il murale si intitolava The Garden of Hope, e fu incluso in una serie di lavori che comprendeva anche opere di Karel Appel, Arp, Alexander Calder, Roberto Matta, Miró, Picasso e Rufino Tamayo. Afro continuò ad esporre le sue opere nel circuito internazionale. Fu invitato alla seconda Documenta, ed espose al MIT ed in vari musei europei.
Gli anni 1959-60 vedono ancora Afro impegnato a livello internazionale: è invitato a II. Documenta a Kassel, e vincitore del premio a Pittsburgh e del premio per I'Italia al Solomon R. Guggenheim di New York. Il Guggenheim comprò il suo quadro del 1957 Night Flight. Nel 1961 J. J. Sweeney, curatore del Guggenheim Museum di New York, gli dedica una splendida monografia.
Tra le personali di questi anni ricordiamo: Cambridge, al Massachusetts Institute of Technology nel ’60; Parigi, alla Galerie de France e Milano, alla Galleria Blu nel ’61. Poi, tra il ’64 ed il ’65, ancora in Europa: alla Galerie im Erker di San Gallo, alla Räber di Lucerna, alla Günter Franke di Monaco di Baviera e nel 1969-’70 la vasta antologica curata da B. Krimmel al Kunsthalle di Darmstadt, alla Nationalgalerie di Berlino, ed in seguito al Palazzo dei Diamanti di Ferrara.

### Gli ultimi anni
Nei primi anni settanta Afro cominciò ad accusare problemi di salute. Morì nel 1976. L'anno dopo, Cesare Brandi pubblicò una monografia su di lui. Nel 1978 la Galleria nazionale d'arte moderna e contemporanea di Roma gli rese omaggio dedicandogli un'ampia retrospettiva. Nel 1992 l'opera completa fu esposta a Palazzo Reale a Milano. Il Catalogo ragionato dell'opera di Afro fu presentato nel novembre 1997 all'American Academy a Roma, e nel 1998 alla Peggy Guggenheim Collection di Venezia.

## Nei musei

### America
- Fine Arts Museums of San Francisco (San Francisco)
- Albright-Knox Art Gallery (Buffalo)
- Museum Princeton University (Princeton)
- Baltimore Museum of Art (Baltimore)
- Barnes Foundation (Merion)
- Boston Museum of Fine Arts (Boston)
- Brooklyn Museum (Brooklin)
- Carnegie Institute (Pittsburgh)
- The Museum of Modern Art (New York)
- The Solomon R. Guggenheim Museum (New York)
- The Metropolitan Museum of Art NY
- Kemper Museum (St. Louis)
- Yale University Art Gallery (New Heaven)
- St. Louis Art Museum
- Columbia University Museum (New York)
- County Museum of Arts (Los Angeles)
- Detroit Institute of Arts (Detroit)
- Minneapolis Institute of Arts (Minneapolis)
- Nelson-Atkins Museum of Art (Kansas City)
- Smith College Museum of Art (Northampton)
- Joslin Art Museum (Omaha/Nebraska)

### Canada
- Museum of Fine Arts (Montréal)

### America latina
- Museo Tamayo Arte Contemporaneo (Città del Messico)
- Museu de Arte Contemporanea de Universidade (San Paolo)
- Museo de Arte Moderna (Rio de Janeiro)

### Europa
- Finnish National Gallery (Helsinki)
- Bayerische Staatsgemaldesammlungen (Monaco)
- Niedersächsisches Landesmuseum (Hannover)
- Sprengel Mueseum (Hannover)
- Institut Mathildenhöhe (Darmstadt)
- Staatliche National galerie (Berlin)
- Tate Gallery (London)
- Musée de Beaux-Arts (La Chaux-de-Fonds)
- Musée National d’Art Moderne (Paris)
- Centre Georges Pompidou (Paris)
- Museo di Arte Greca Moderna (Rodi)

### Italia
- MAGI '900 di Pieve di Cento (BO)

- Civica Galleria d’Arte Moderna (Gallarate)
- Civica Galleria d’Arte Moderna (Torino)
- Civico Museo Revoltella (Trieste)
- Museo d'Arte Moderna e Contemporanea di Udine Casa Cavazzini (Udine)
- Galleria Internazionale d’Arte Moderna (Venezia)
- Galleria Nazionale di Arte Moderna (Roma)
- Pinacoteca di Brera (Milano)
- Pinacoteca di Siena (Siena)
- Museo di Arte Moderna e Contemporanea (Trento Rovereto)
- Collezione Roberto Casamonti (Firenze)
- Peggy Guggenheim Collection (Venezia)
- Museo Eccel Kreuzer (Bolzano)